# Ullastrell
Ullastrell è un comune spagnolo di 1 252 abitanti situato nella comunità autonoma della Catalogna.